# Matvei Volkov
Matvei Volkov (13 de marzo de 2004) es un deportista de Bielorrusia que compite en atletismo. Ganó una medalla de oro en el Campeonato Mundial de Atletismo Sub-20 de 2021, en la prueba de salto con pértiga.